# Aram-Damasco

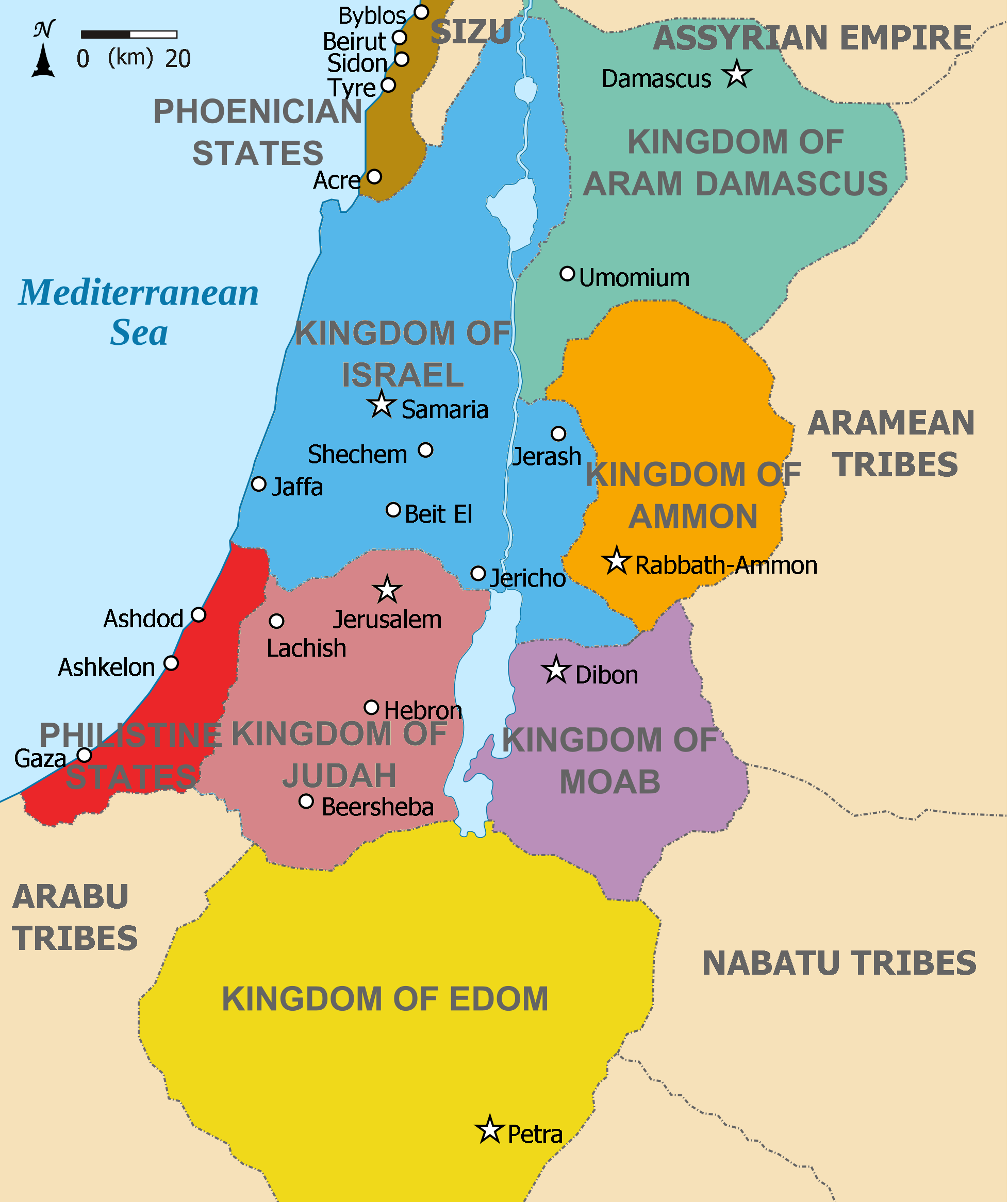
Stati del Levante nel 830 a.C.

Aram Damasco fu uno stato degli aramei intorno a Damasco in Siria dal XII secolo a.C. fino al 732 a.C..
Le fonti che parlano di questo stato sono suddivise in tre categorie: gli annali assiri, i testi aramei e la Bibbia ebraica.

## Re
- Hadadezer 880-842 a.C.
- Hazael 842-805 o 796 a.C.
- Ben-Hadad III 796 al 792 a.C.
- Rezin